# Associazione Calcio Prato 1957-1958
Questa pagina raccoglie le informazioni riguardanti l'Associazione Calcio Prato nelle competizioni ufficiali della stagione 1957-1958.

## Rosa
| N. |                   | Ruolo | Calciatore        |
| -- | ----------------- | ----- | ----------------- |
|    | Italia (bandiera) | P     | Enrico Bastiani   |
|    | Italia (bandiera) | A     | Vito Bernardis    |
|    | Italia (bandiera) | A     | Bruno Bertini     |
|    | Italia (bandiera) | P     | Doriano Carlotti  |
|    | Italia (bandiera) | D     | Giuseppe Catalani |
|    | Italia (bandiera) | A     | Natale Colla      |
|    | Italia (bandiera) | A     | Italo Corradino   |
|    | Italia (bandiera) | C     | Giovanni Fabris   |
|    | Italia (bandiera) | D     | Attilio Gelli     |

| N. |                   | Ruolo | Calciatore      |
| -- | ----------------- | ----- | --------------- |
|    | Italia (bandiera) | A     | Enrico Loranzi  |
|    | Italia (bandiera) | A     | Bruno Nattino   |
|    | Italia (bandiera) | C     | Fulvio Nesti    |
|    | Italia (bandiera) | C     | Aldo Perni      |
|    | Italia (bandiera) | C     | Mario Remonti   |
|    | Italia (bandiera) | D     | Luigi Robbiati  |
|    | Italia (bandiera) | D     | Antonio Rossi   |
|    | Italia (bandiera) | D     | Renato Targioni |
|    | Italia (bandiera) | C     | Mario Verdolini |

## Risultati

### Campionato

#### Girone di andata
| 15 settembre 1957 1ª giornata | Bari | 3 – 0 | Prato |  |

| 22 settembre 1957 2ª giornata | Prato | 0 – 0 | Messina |  |

| 29 settembre 1957 3ª giornata | Prato | 1 – 0 | Palermo |  |

| 6 ottobre 1957 4ª giornata | Triestina | 6 – 1 | Prato |  |

| 13 ottobre 1957 5ª giornata | Prato | 1 – 0 | Catania |  |

| 20 ottobre 1957 6ª giornata | Parma | 0 – 3 | Prato |  |

| 27 ottobre 1957 7ª giornata | Prato | 2 – 1 | Marzotto Valdagno |  |

| 8 ottobre 1978 8ª giornata | Brescia | 2 – 1 | Prato |  |

| 10 novembre 1957 9ª giornata | Prato | 2 – 2 | Zenit Modena |  |

| 17 novembre 1957 10ª giornata | Como | 3 – 1 | Prato |  |

| 24 novembre 1957 11ª giornata | Prato | 1 – 0 | Cagliari |  |

| 8 dicembre 1957 12ª giornata | Lecco | 1 – 0 | Prato |  |

| 15 dicembre 1957 13ª giornata | Prato | 1 – 0 | Sambenedettese |  |

| 29 dicembre 1957 14ª giornata | Taranto | 2 – 1 | Prato |  |

| 5 gennaio 1958 15ª giornata | Prato | 0 – 0 | Venezia |  |

| 12 gennaio 1958 16ª giornata | Simmenthal-Monza | 1 – 0 | Prato |  |

| 21 dicembre 1986 17ª giornata | Prato | 3 – 3 | Novara |  |

#### Girone di ritorno
| 26 gennaio 1958 18ª giornata | Prato | 0 – 3 | Bari |  |

| 2 febbraio 1958 19ª giornata | Messina | 1 – 0 | Prato |  |

| 9 febbraio 1958 20ª giornata | Palermo | 1 – 0 | Prato |  |

| 16 febbraio 1958 21ª giornata | Prato | 3 – 0 | Triestina |  |

| 23 febbraio 1958 22ª giornata | Catania | 1 – 0 | Prato |  |

| 2 marzo 1958 23ª giornata | Prato | 1 – 0 | Parma |  |

| 9 marzo 1958 24ª giornata | Marzotto Valdagno | 1 – 1 | Prato |  |

| 16 marzo 1958 25ª giornata | Prato | 2 – 0 | Brescia |  |

| 30 marzo 1958 26ª giornata | Zenit Modena | 2 – 2 | Prato |  |

| 6 aprile 1958 27ª giornata | Prato | 0 – 0 | Como |  |

| 13 aprile 1958 28ª giornata | Cagliari | 1 – 1 | Prato |  |

| 20 aprile 1958 29ª giornata | Prato | 3 – 0 | Lecco |  |

| 27 aprile 1958 30ª giornata | Sambenedettese | 0 – 0 | Prato |  |

| 4 maggio 1958 31ª giornata | Prato | 0 – 0 | Taranto |  |

| 11 maggio 1958 32ª giornata | Venezia | 4 – 0 | Prato |  |

| 18 maggio 1958 33ª giornata | Prato | 3 – 2 | Simmenthal-Monza |  |

| 25 maggio 1958 34ª giornata | Novara | 2 – 0 | Prato |  |

## Statistiche

### Statistiche di squadra
| Competizione | Punti | In casa | In casa | In casa | In casa | In casa | In casa | In trasferta | In trasferta | In trasferta | In trasferta | In trasferta | In trasferta | Totale | Totale | Totale | Totale | Totale | Totale | DR |
| Competizione | Punti | G       | V       | N       | P       | Gf      | Gs      | G            | V            | N            | P            | Gf           | Gs           | G      | V      | N      | P      | Gf     | Gs     | DR |
| ------------ | ----- | ------- | ------- | ------- | ------- | ------- | ------- | ------------ | ------------ | ------------ | ------------ | ------------ | ------------ | ------ | ------ | ------ | ------ | ------ | ------ | -- |
| Serie B      | 34    | 17      | 10      | 6       | 1       | 23      | 11      | 17           | 2            | 4            | 11           | 11           | 29           | 34     | 12     | 10     | 12     | 34     | 40     | -6 |
| Coppa Italia | 4     | 3       | 2       | 0       | 1       | 5       | 2       | 3            | 0            | 0            | 3            | 5            | 9            | 6      | 2      | 0      | 4      | 8      | 11     | -3 |
| Totale       |       | 20      | 12      | 6       | 2       | 28      | 13      | 20           | 2            | 4            | 14           | 16           | 38           | 40     | 14     | 10     | 16     | 42     | 51     | -9 |

### Statistiche dei giocatori
| Giocatore    | Serie B  | Serie B | Coppa Italia | Coppa Italia | Totale   | Totale |
| Giocatore    | Presenze | Reti    | Presenze     | Reti         | Presenze | Reti   |
| ------------ | -------- | ------- | ------------ | ------------ | -------- | ------ |
| E. Bastiani  | 7        | -10     | ?            | ?            | 7+       | -10+   |
| V. Bernardis | 33       | 7       | ?            | ?            | 33+      | 7+     |
| B. Bertini   | 1        | 0       | ?            | ?            | 1+       | 0+     |
| D. Carlotti  | 27       | -30     | ?            | ?            | 27+      | -30+   |
| G. Catalani  | 31       | 2       | ?            | ?            | 31+      | 2+     |
| N. Colla     | 27       | 6       | ?            | ?            | 27+      | 6+     |
| I. Corradino | 14       | 0       | ?            | ?            | 14+      | 0+     |
| G. Fabris    | 2        | 0       | ?            | ?            | 2+       | 0+     |
| A. Gelli     | 23       | 0       | ?            | ?            | 23+      | 0+     |
| E. Loranzi   | 31       | 8       | ?            | ?            | 31+      | 8+     |
| B. Nattino   | 17       | 1       | ?            | ?            | 17+      | 1+     |
| F. Nesti     | 29       | 0       | ?            | ?            | 29+      | 0+     |
| A. Perni     | 27       | 2       | ?            | ?            | 27+      | 2+     |
| M. Remonti   | 16       | 2       | ?            | ?            | 16+      | 2+     |
| L. Robbiati  | 18       | 0       | ?            | ?            | 18+      | 0+     |
| A. Rossi     | 30       | 1       | ?            | ?            | 30+      | 1+     |
| R. Targioni  | 28       | 2       | ?            | ?            | 28+      | 2+     |
| M. Verdolini | 13       | 0       | ?            | ?            | 13+      | 0+     |